# Otto 1. af Bayern (hertug)
|  | Denne artikel omhandler middelalderens Hertug Otto 1. af Bayern. Artiklen om Kong Otto 1. af Bayern ligger under navnet Otto 1. af Bayern |
Otto 1., også kaldet Otto den Rødhårede (tysk: Otto der Rotkopf), (ca. 1117 –  11. juli 1183) var hertug af Bayern fra 1180 til 1183. Han var den første bayerske hersker fra fyrstehuset Wittelsbach og grundlagde dermed et dynasti, der herskede i Bayern i 738 år indtil 1918.
Otto tilhørte en slægt, der havde hersket som grever af Scheyern i Oberbayern siden 1000-tallet. Før han blev hertug var han pfalzgreve af Bayern fra 1156 til 1180 (som Otto 6.). Han var en nær allieret af den tysk-romerske kejser Frederik Barbarossa fra Hohenstaufen-slægten. Efter Frederik Barbarossa fik afsat sin rival Henrik Løve fra Welf-slægten, forlenede kejseren Otto med Hertugdømmet Bayern i 1180. På trods af indledende modstand mod hans styre fra den modvillige bayerske adel, lykkedes det Otto med støtte fra kejseren og sin familie at sikre det fortsatte herredømme over Bayern for sit dynasti, der varede indtil kong Ludwig 3. af Bayern blev afsat ved Novemberrevolutionen i 1918.

## Biografi
Otto blev født omkring 1117 sandsynligvis i Kelheim som søn af grev Otto 5. af Scheyern og Heilika af Pettendorf-Lengenfeld. Hans far tilhørte en slægt, der havde været grever af Scheyern i Oberbayern siden 1000-tallet, og hvis ældste linje kaldte sig grever af Wittelsbach, efter de flyttede deres hovedsæde til Burg Wittelsbach i Schwaben i starten af 1100-tallet. Hans mor var gennem sin egen mor et barnebarn af hertug Frederik 1. af Schwaben fra den magtfulde slægt Hohenstauferne. Hans ene bror Konrad af Wittelsbach blev senere ærkebiskop af Mainz fra 1161 til 1165 og igen fra 1183 til 1200 og ærkebiskop af Salzburg fra 1177 til 1183, mens en anden bror Otto af Wittelsbach efterfulgte ham som pfalzgreve af Bayern i 1180.
Otto var en nær allieret af den tysk-romerske kejser Frederik Barbarossa og var militært og diplomatisk aktiv i kejserens tjeneste. Som en af de bedste riddere i Frederik Barbarossas tjeneste stormede og erobrede han i 1155 med 200 udvalgte soldater den dominerende stilling over en snæver bjergpassage ved Ceraino nær Verona og skabte dermed forudsætningen for Barbarossas hærkaravanes march over Alperne tilbage til Tyskland efter kejserens kroning i Rom.
Ved sin fars død i 1156 arvede Otto den Wittelsbachske linjes besiddelser og efterfulgte også sin far som pfalzgreve i det bayerske hertugdømme, der dengang blev regeret af Henrik Løve, et medlem af fyrsteslægten Welf.
I Dominium mundi-konflikten mellem kejser og pave, der kulminerede ved rigsdagen i Besançon i 1157, var det kun kejser Frederik Barbarossas personlige indgriben, der forhindrede den iltre Otto i at ramme den pavelige legat kardinal Rolando Bandinelli med sit sværd.
Efter Henrik Løve var blevet afsat i 1180, forlenede kejseren Otto med Hertugdømmet Bayern den 16. september 1180 i Altenburg i Thüringen. Den nye hertug var dog så lidt agtet blandt en stor del af den bayerske adel, at de siges at have nægtet ham den sædvanlige hyldning. De gik så langt som til at nægte at deltage i hans første hofdag i Regensburg. Alligevel lykkedes det Otto med støtte fra kejseren og sin bror Konrad af Wittelsbach at sikre det fortsatte herredømme over Bayern for sig selv og sit dynasti.
I 1183 ledsagede Otto kejser Frederik for at underskrive freden i Konstanz med det Lombardiske Forbund. På vej tilbage døde han pludseligt den 11. juli 1183 på den kejserlige borg i Pfullendorf nord for Bodensøen. Hans jordiske rester er begravet i krypten i Kloster Scheyern i Oberbayern. Ottos efterfølger var hans eneste overlevende søn Ludvig, som stadig var mindreårig.

## Ægteskab og børn
Omkring 1169 giftede Otto sig i Kelheim med Agnes af Loon, en datter af grev Ludvig 1. af Loon og Agnes af Metz. Agnes og Otto fik følgende børn:
- Otto (1169–1181)[6]
- Ulrich (død 29. maj...)
- Agnes (død 13. januar...)
- Sophia (1170–1238)[6]

∞  landgreve Herman 1. af Thüringen (1155–1217)
- Heilika (1171-1200)[6]

∞  1184 med grev Dietrich af Wasserburg
- Agnes (1172–1200)

∞  grev Heinrich af Plain (død 1190)
- Richardis (1173–1231)[6]

∞  1186 med grev Otto 1. af Geldern og Zutphen
- Ludvig 1. (1173–1231)[6]

∞  1204 med Ludmilla af Bøhmen
- datter (1176-1214)[6]

∞  grev Adelbert 3. af Dillingen (død 1214)
- Elisabeth (1178-1190)[6]

∞  grev Berthold II af Vohburg (død 1209)
- Mechtild (1180–1231)[6]

∞  1209 med grev Rapoto 2. af Ortenburg (1164–1231).

## Galleri
- Statue af Hertug Otto 1. på Neues Rathaus i München
- Rytterstatue af Hertug Otto 1. foran Bayerische Staatskanzlei i München
- Rytterstatue af Hertug Otto 1. på Wittelsbacherbrücke i München